# شهرستان نفت‌چاله
نفت‌چاله  (به زبان ترکی آذربایجانی Neftçala) نام بخشی است در شرق جمهوری آذربایجان و در ساحل غربی دریای کاسپین و همانگونه که از نام آن برمی‌آید منطقه‌ای نفت‌خیز است. این منطقه تا اوایل دوران قاجار تحت حاکمیت ایران قرار داشت ولی طی جنگ‌های ایران و روسیه و برپایه قراردادهای گلستان و ترکمانچای از ایران جدا شد. این بخش ۱۴۵۱ کیلومتر مربع وسعت و در حدود ۷۲۸۰۰ نفر جمعیت دارد. این بخش در سال ۱۹۴۰ تأسیس شد.

## اقتصاد
اقتصاد منطقه بر پایه کشاورزی بنا نهاده شده‌است ولی با وجود منابع عظیم نفت و وجود تأسیسات استخراج نفت، اقتصاد این بخش تحت تأثیر قرار گرفته‌است و صنعت بانکداری نیز در این بخش دارای فعالیت گسترده‌ای است.